# 拉莫特达韦扬
拉莫特达韦扬（法語：La Motte-d'Aveillans）是法国伊泽尔省的一个市镇，位于该省南部，属于格勒诺布尔区。该市镇总面积9.78平方公里，2009年时的人口为1810人。

## 人口
拉莫特达韦扬人口变化图示